# Дамкер
Дамкер (нем. Dahmker) — община в Германии, в земле Шлезвиг-Гольштейн. 
Входит в состав района Герцогство Лауэнбург. Подчиняется управлению Шварценбек-Ланд.  Население составляет 157 человек (на 31 декабря 2010 года). Занимает площадь 2,04 км².